# Inmigración ucraniana en México
Un número considerable de ciudadanos ucranianos llegó a México en diversos periodos históricos, siendo una de las diásporas ucranianas más numerosas en América Latina, después de las de Brasil y Argentina, pero que ha crecido en los últimos años. De acuerdo con el censo 2020 del INEGI, hay 713 ciudadanos ucranianos residiendo en México, lo que no incluye a descendientes de ucranianos nacidos en México, ucranianos naturalizados ni ucranianos inmigrados a través de terceros países. La guerra entre Rusia y Ucrania en el año 2022, provocó una masiva arribada de refugiados de guerra hacia el territorio mexicano, que de manera descontrolada, fue la segunda ola de ucranianos hacia el territorio mexicano, por cercanía con los Estados Unidos.

## Historia
Al comienzo del siglo XX, después del movimientos revolucionario, numerosos judíos asquenazíes nacidos en lo que hoy es Ucrania, emigraron a México durante la Primera y Segunda Guerra Mundial como refugiados de guerra, los cuales fueron parte de una generación de intelectuales, artistas, académicos y políticos que influenciaron a los distintos grupos culturalistas de México de las primeras décadas del siglo XX. 

### Unión Soviética

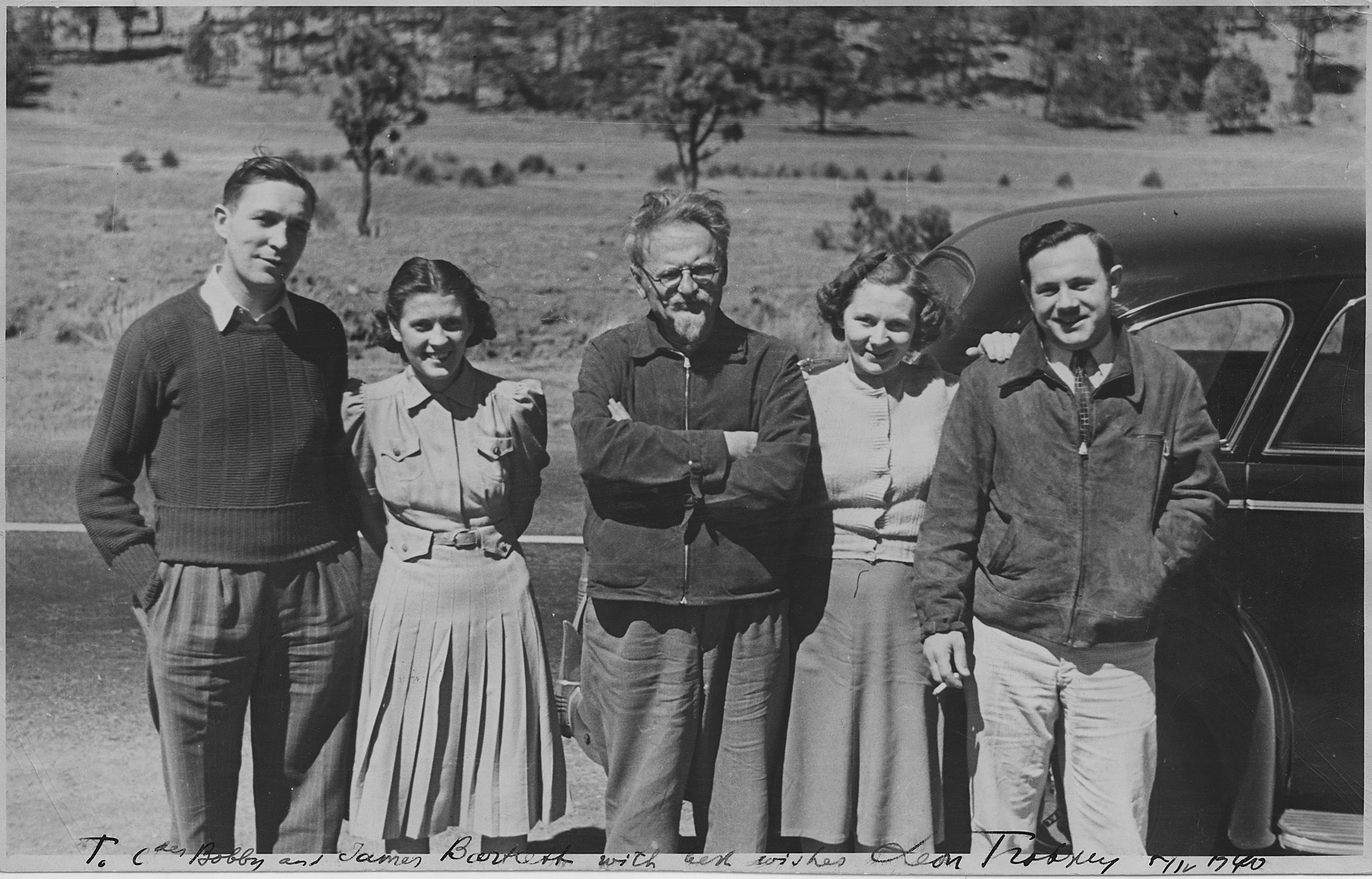
León Trotski, en México poco antes de su asesinato.

Durante el gobierno soviético, ciudadanos nacidos en la región de Ucrania emigraron al territorio mexicano por muy diversos motivos, algunos huyendo del gobierno ruso y otros como ciudadanos soviéticos establecidos en México. Entre los personajes más destacados está León Trotski, un importante filósofo y político de la Unión Soviética.

### Ucrania independiente
Al desintegrarse la Unión Soviética con la Perestroika, comienzan a llegar al país, los primeros ciudadanos ucranianos; muchos de ellos con altos niveles educativos, lo que les permitió el establecimientos de sus comunidades por motivos de trabajo. La Ciudad de México fue la mayor receptora de ucranianos, pero hubo otros destinos como Cancún, Tijuana, Cabo San Lucas, Guadalajara y Mérida. Los inmigrantes eran músicos, académicos y comerciantes.

### Llegada de refugiados
Con la guerra entre Rusia y Ucrania a principio del año 2022; numerosos ucranianos emigraron de manera emergente hacia México para intentar cruzar hacia los Estados Unidos en calidad de refugiados de guerra, no todos han podido ingresar de forma inmediata al país vecino, muchos se han visto en la necesidad de prolongar su estancia en México sin conocer el idioma y las costumbres del país, los principales puertos de acceso han sido Los Cabos, Ciudad de México y Cancún por vía aérea, allí inician su travesía por el país hasta llegar las ciudades fronterizas como Tijuana, Mexicali, Ciudad Juárez, Nuevo Laredo y Matamoros, en el mes de marzo se estimaba un total de 5,000 inmigrantes ucranianos que ingresaron al país, quedándose en México, aproximadamente 2,500 nuevos inmigrantes ucranianos bajo asilo político o refugiado de guerra, convirtiéndose en el país de América Latina con el mayor número de inmigrantes ucranianos en este momento.
Aunque el gobierno del presidente de los EE. UU., prometió que 100,000 refugiados ucranianos ingresen al país, muchos han quedado varados en territorio mexicano de manera descontrolada, las ciudades fronterizas y centros turísticos atienden a miles de ucranianos en cuestiones alimentarias, de salud, dormitorio y asesoría legal; pero no todos los ucranianos logran cruzar debido a que se pide que ahora el ingreso de ucranianos a EE. UU. sea a través de países europeos y se rechace la ruta mexicana, la cual el propio gobierno estadounidense, la vincula a redes de trata de personas con el crimen organizado. Sin embargo, muchos ucranianos ya han sido detenidos en la frontera sur y llevados  a las estaciones migratorias de Chiapas, para que el gobierno mexicano actúe ante el descontrol de ingreso a suelo mexicano de ucranianos, rusos y bielorrusos; sumándose a la llegada descontrolada de haitianos, cubanos, africanos, chinos, ecuatorianos, guatemaltecos, hondureños, nicaragüenses, salvadoreños, venezolanos y colombianos a territorio mexicano.

## Comunidades ucranianas
La comunidad ucraniana proporcionalmente más numerosa en México se encuentra en Ciudad de México donde comunidades importantes, agrupaciones de cultura soviética, no solamente dedicadas a conservar su folclore y tradiciones, sino también a practicar su religión, ortodoxa y judía, así como la educación e intereses sociopolíticos.

### Baja California
El estado de Baja California siempre ha recibido inmigrantes procedentes de naciones ex-soviéticas, siendo Ucrania, una de las naciones europeas que han tenido notable presencia en la comunidad ucraniana de México. Llegaron a esta entidad por diversas razones, una es la cercanía con el estado de California, en los Estados Unidos y la otra razón en la oferta de empleo en el sistema académico y cultural de la entidad; así que profesores, músicos y estudiantes universitarios se lanzaron a la diáspora.
Tijuana es la ciudad con el mayor número de ucranianos en todo el territorio nacional, superando a Ciudad de México, Ciudad Juárez, Nuevo Laredo y Cancún; más de 9 902 ciudadanos ucranianos están establecidos temporalmente en distintos albergues del país mientras agilizan su ingreso en los Estados Unidos, la mayoría logra cruzar al vecino país, pero hay un porcentaje reducido que no podido ingresar y su estancia en el territorio mexicano ha sido más tiempo de lo esperado, lo que les obliga a solicitar el asilo en México y quedarse a vivir en ciudades fronterizas, al igual que los inmigrantes de otras naciones latinoamericanas, asiáticas y africanas, en espera de ser aceptados en los Estados Unidos.

### Ciudad de México
La Ciudad de México ha sido uno de los estados que siempre ha recibido ciudadanos ucranianos de repúblicas ex-soviéticas, se estiman 800 ucranianos en la capital del país, la mayoría llegó durante la Primera y Segunda Guerra Mundial, después otra ola llegó durante la caída de Unión Soviética y la ola más reciente; con la Guerra de Rusia y Ucrania, en calidad de asilo de refugiados de guerra. 
Debido a la difícil situación de ingreso a EE. UU. para solicitar la visa de refugiado, el Instituto Mexicano de Migración llevó a 500 ucranianos a un nuevo albergue dentro del deportivo Francisco I. Madero de Iztapalapa, en la Ciudad de México, para facilitar los trámites de refugiados de guerra, ya que muchos de ellos ya llevan más de dos meses sin poder cruzar al país vecino.

## Relaciones diplomáticas de Ucrania en México

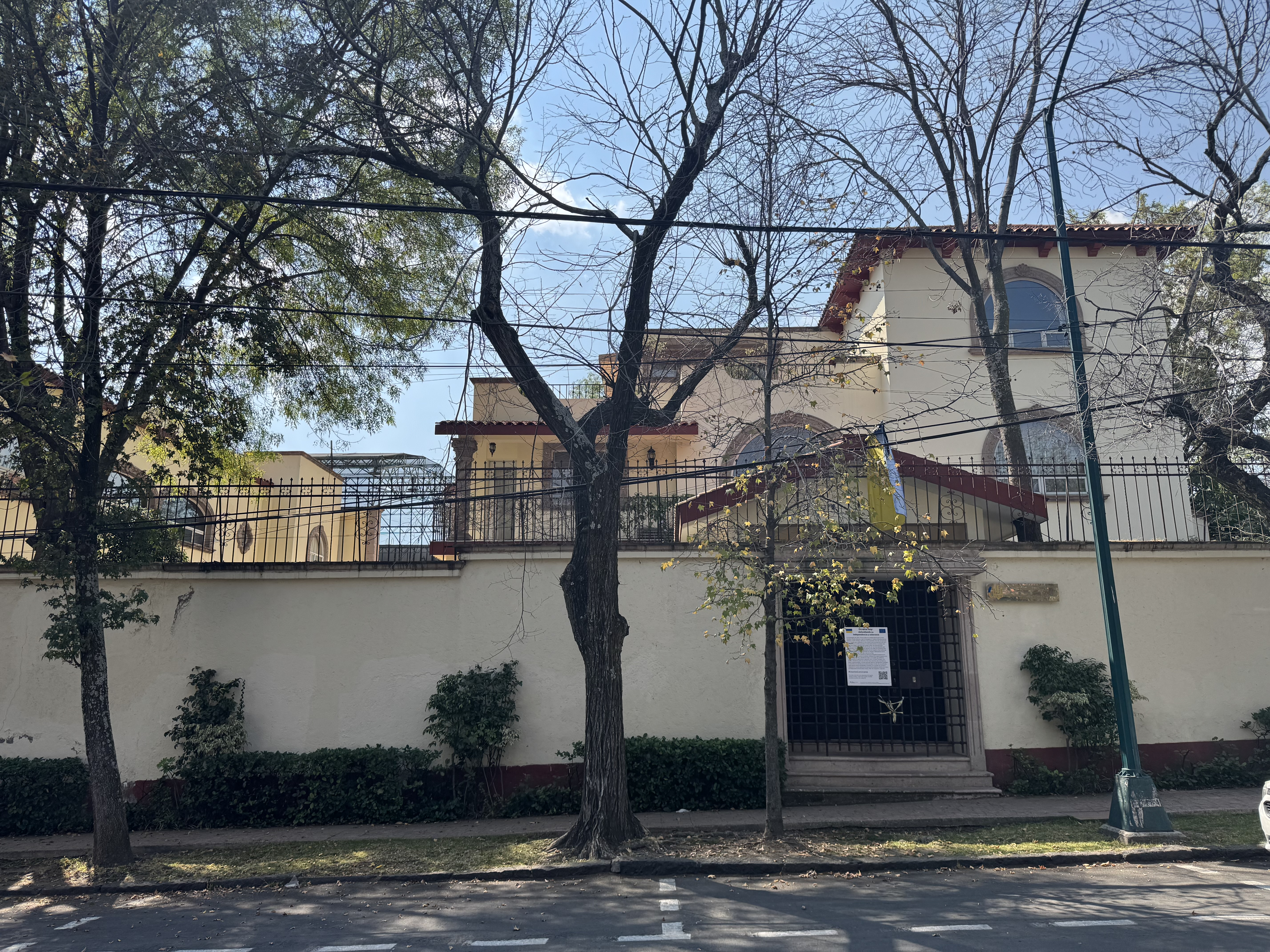
Embajada de Ucrania en la Ciudad de México

La embajada de Ucrania en México no solo se encarga de proteger a los ciudadanos ucranianos que residen en el país de manera temporal o definitiva; sino también brinda servicios consulares a ciudadanos mexicanos.
- Embajada de Ucrania en la Ciudad de México.
- Consulado honorario en Cancún.

## Flujos Migratorios
| 1990 | 100    |
| 2000 | 300    |
| 2010 | 467    |
| 2020 | 713    |
| 2021 | 8,108  |
| 2022 | 15,829 |

## Ucranianos notables

### Ucranianos residentes en México
- León Trotski, político, líder soviético y escritor.
- Marcos Moshinsky, físico.
- Ana Layevska, actriz.
- Elias Breeskin, músico, compositor y violinista.
- Slavick Rynkevich, violinista de la OSSLA en Culiacán, Sinaloa.
- Simón Radowitzky, militante obrero.
- Gala Halyna Koksharova, actriz y conductora del programa Animal Nocturno.
- Andriy Sadovnychyy, Profesor de la Universidad Metropolitana de México.
- Oleksandr Vasylchenko, Profesor de inglés y alemán.
- Olga Costa, Pintora y coleccionista.
- Tosia Malamud, escultora.
- Helen Bickham, artista.
- Luis Filcer, pintor.
- Rosa Rosenberg, pintora.
- Anatoly Zatin, compositor, pianista, director de orquesta y pedagogo.

### Mexicanos con raíces ucranianas
- Erick Rubín Milanzsenko, cantante y compositor, formó parte del grupo mexicano Timbiriche
- Eva María Zuk concertista de piano de origen polaco-ucraniano.
- Leonardo Kourchenko periodista, reportero, conductor, columnista, locutor y escritor.
- Margo Glantz escritora, ensayista, crítica literaria y académica, de padres ucranianos.
- Olga Breeskin, bailarina, cantante, actriz y violinista.
- Ludwika Paleta, actriz y empresaria.